# Gastone Moschin
Gastone Moschin (* 8. Juni 1929 in San Giovanni Lupatoto; † 4. September 2017 in Terni) war ein italienischer Theater- und Filmschauspieler.

## Leben
Moschin begann seine Laufbahn als Theaterschauspieler in den 1950er Jahren in Genua und am Piccolo Teatro di Milano und wechselte zum Teatro Stabile Torino.
Auf der Leinwand war er seit 1955 zu sehen; neben neorealistischen Werken wie von Pietro Germi spielte er auch in zahlreichen Gangster- und Polizeifilmen (erwähnenswert sein Ugo Piazza in Fernando Di Leos Milano Kaliber 9) und Komödien (wie die Amici-miei-Trilogie). Auch in Der Pate – Teil II war er in der Rolle des Don Fanucci zu sehen, der von Vito Corleone (Robert De Niro) umgebracht wird. Mitte der 1980er Jahre gründete er seine eigene Theatertruppe, arbeitete aber auch für das italienische Fernsehen und schließlich als Theaterregisseur. Als Schauspieler war er in mehr als 90 Film- und Fernsehproduktionen zu sehen, zuletzt zu Beginn der 2000er Jahre.
Moschin war mit der Schauspielerin Marzia Ubaldi verheiratet.

## Preise
- 1967: Nastro d’Argento der italienischen Filmkritiker für Signore & signori
- 1986: Nastro d’Argento für Amici miei atto III
- 2007: IOMA (Il premio online del cinema) für das Lebenswerk[3]

## Filmografie (Auswahl)
- 1960: Diebe sind auch Menschen (Audace colpo dei soliti ignoti)
- 1961: Halt mal die Bombe, Liebling (Che gioia vivere)
- 1962: Erotica (L’amore difficile)
- 1963: Amore in vier Dimensionen (Amore in quattro dimensioni)
- 1963: In Ketten zum Schafott (Il fornaretto di Venezia)
- 1963: Der Ehekandidat (La visita)
- 1964: Seitensprünge (Extraconiugale)
- 1964: Die hundert Ritter (I cento cavalieri)
- 1965: 7 goldene Männer (Sette uomini d’oro)
- 1965: Die Stationen unserer Liebe (Le stagioni del nostro amore)
- 1965: Das verräterische Auge (Berlino, appuntamento per le spie)
- 1966: Aber, aber, meine Herren… (Signore & signori)
- 1966: Die Gespielinnen (Le fate)
- 1966: Das Superding der 7 goldenen Männer (Il grande colpo dei 7 uomini d’oro)
- 1967: Das älteste Gewerbe der Welt (Le plus vieux métier du monde)
- 1967: Immer Ärger mit den Lümmeln (Top Crack)
- 1967: Die längsten Finger hat Madame (La notta è fatta per… rubare)
- 1968: Der Coup der 7 Asse (Sette volte sette)
- 1969: Fahrt zur Hölle, ihr Halunken (Gli specialisti)
- 1970: Der große Irrtum (Il conformista)
- 1969: Warum läufst du immer nackt herum? (Dove vai tutta nuda?)
- 1971: Roma bene – Liebe und Sex in Rom (Roma bene)
- 1971: Solo-Konzert für eine Pistole (Concerto per pistola solista)
- 1972: Gewalt – die fünfte Macht im Staat (La violenza: quinto potere)
- 1972: Milano Kaliber 9 (Milano calibro 9)
- 1972: Don Camillo e i giovani d’oggi
- 1973: Die Ermordung Matteottis (Il delitto Matteotti)
- 1973: Paolo – der heiße (Paolo il caldo)
- 1974: Die gnadenlose Jagd (Squadra volante)
- 1974: Der Pate – Teil II (The Godfather Part II)
- 1975: Ein irres Klassentreffen (Amici miei)
- 1976: Die Frau am Fenster (Une femme à sa fenêtre)
- 1977: Frau und Geliebte (Mogliamante)
- 1977: Die Zuhälterin (Poliziotto senza paura)
- 1980: Omar Mukhtar – Löwe der Wüste (Lion of the Desert)
- 1981: Liebe ist… Gift (Carlota: Amor es… veneno)
- 1982: Meine Freunde (Amici mei atto II°)
- 1996: Die große Eiche (La grande quercia)
- 2000–2001: Don Matteo (Fernsehserie, 31 Folgen)